# Jørgen Olufsens köpmansgård

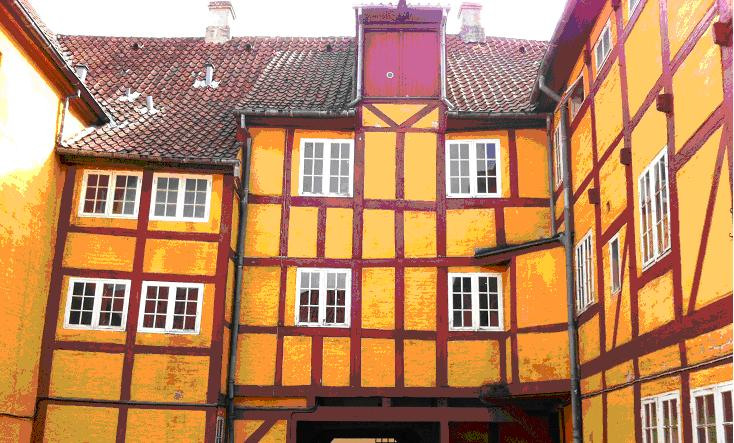
Jørgen Olufsens köpmannagård på gårdssidan

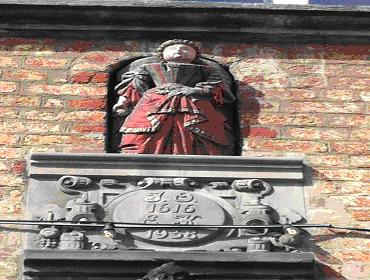
Figuren över den tidigare entrén mot Østerå

Jørgen Olufsens köpmansgård är en dansk köpmannagård i Ålborg. Den låg ursprungligen vid floden Østerå och ligger idag vid Østerågade. Huset uppfördes av köpmannen och borgmästaren Jørgen Olufsen och blev färdigt 1616.
Ålborg hade mellan 1580 och 1645 högkonjunktur, vilket ledde till goda möjligheter att etablera handelsrörelser. Aalborg var en hansastad och hade stort inflytande på den europeiska handeln. Stadens största handelspartnerns fanns i Norge, Ryssland, England, Spanien, Frankrike, Nordtyskland och Holland. Handeln gällde bland annat nötkreatur, lin och hampa, virke och andra byggnadsmaterial, humle, hudar och inte minst spannmål. 
Jørgen Olufsens köpmansgård är uppförd i renässansstil, som också var den stil som då var på modet i andra hansastäder. Köpmannens bostad var en trappa upp, dit en stor stentrappa ledde. Den hade en ståtlig entréportal i sandsten med en träfigur, som fortfarande finns kvar på plats idag. Denna figur anses av somliga föreställa ett skyddshelgon, i likhet med galjonsfigurer på fartyg. Figuren är gjord af rødfyrre-trä, vilket har hållit i 400 år i ur och skur. Skälet till detta kan vara att det bott bin i skulpturen, så att den på så sätt impregnerats med bivax. Andra anser att figuren föreställer blomsterguden Flora, eftersom hon håller en blomma i ena handen.
Jørgen Olufsens köpmansgård genomgick 1938 en genomgripande renovering. Det är numera ett byggnadsminne.